# Pathé
Pathé (pronunție în franceză [pate], stilizat ca PATHÉ!) este o companie majoră de producție și distribuție de film, deținând un număr de lanțuri de cinematografe prin subsidiara sa Pathé Cinemas și canale de televiziune prin Europa.
Este numele unei rețele de afaceri franceze care au fost fondate și conduse inițial de frații Pathé din Franța începând în 1896. La începutul anilor 1900, Pathé a devenit cea mai mare companie de producție și echipament de film din lume și de asemenea un producător major de discuri de gramofon. În 1908, Pathé a inventat the jurnalul de actualități care a fost arătat la cinematografe înainte de începutul unui film lungmetraj.
Pathé este al doilea cel mai vechi studio de film după Gaumont, care a fost fondat în 1895.

## Istorie
Compania a fost fondată ca Société Pathé Frères (Compania Frații Pathé) în Paris, Franța, la 28 septembrie 1896, de către patru frați: Charles, Émile, Théophile și Jacques Pathé. În prima parte a secolului al XX-lea, Pathé a devenit cea mai mare companie producătoare de film și de echipamente de film din lume, precum și un producător important de discuri de gramofon.
Forța motrice din spatele companiei a fost Charles Pathé, care a contribuit la deschiderea unui magazin de gramofoane în 1894 și a înființat o fabrică de fonografe în localitatea Chatou de la marginea de vest a orașului Paris. Acestea au avut succes, iar el a văzut oportunitățile oferite de noile mijloace de divertisment și, în special, de noua industrie de film. După ce a decis să-și extindă afacerile pentru a include echipamentele de film, compania s-a extins puternic. Pentru a-și finanța creșterea, compania a luat numele Compagnie Générale des Établissements Pathé Frères Phonographes & Cinématographes (uneori abreviată ca „C. G. P. C.”) în 1897, iar acțiunile sale au fost listate la Bursa din Paris. În 1896, Mitchell Mark din Buffalo, New York, a fost primul american care a importat filme Pathé în Statele Unite ale Americii, unde au fost prezentate în cinematograful Vitascope.
În 1902, frații Pathé au achiziționat brevetele fraților Lumière și au proiectat o cameră de studio îmbunătățită cu care să-și realizeze propriile lor filme. Echipamentul tehnic avansat, noile unități de producție construite la Vincennes și marketingul agresiv combinate cu sistemele de distribuție eficiente le-au permis să cucerească o mare parte din piața internațională. Ei s-au extins la Londra în anul 1902, unde au înființat unități de producție și un lanț de cinematografe. Prin 1909, Pathé a construit mai mult de 200 de cinematografe în Franța și Belgia și până în anul următor au avut unități la Madrid, Moscova, Roma și New York, plus Australia și Japonia. Puțin mai târziu, au deschis o casă de schimb de filme la Buffalo, New York. Înainte de izbucnirea Primului Război Mondial, Pathé a dominat piața europeană a camerelor de filmat și proiectoarelor. S-a estimat că la un moment dat 60% din toate filmele au fost realizate cu echipamente produse de Pathé. În 1908, Pathé a distribuit Excursie în Lună de Segundo de Chomón, o imitație a filmului Voiajul în lună al lui Georges Méliès. Pathé și Méliès au lucrat împreună în 1911. Georges Méliès a făcut filmul Visul baronului Munchausen, primul său film care a fost distribuit de Pathé. Relația lui Pathé cu Méliès s-a răcit și în 1913 Méliès a dat faliment, iar ultimul lui film nu a fost niciodată lansat de Pathé.

### De la Natan la Parretti
Pathé avea deja probleme financiare substanțiale atunci când Bernard Natan a preluat controlul companiei în 1929. Fondatorul studioului Charles Pathé vânduse activele companiei timp de mai mulți ani pentru a stimula valoarea investiției și a menține fluxul de numerar al studioului. Fondatorul companiei vânduse chiar și numele Pathé, precum și marca comercială a companiei cu imaginea cocoșului, către alte companii în schimbul a doar 2% din venituri. Natan a avut ghinionul de a prelua studioul cu puțin timp înainte ca Marea Criză Economică să afecteze puternic economia franceză.
Natan a încercat să redreseze situația financiară a companiei Pathé și să pună în aplicare practici moderne de producție. El a achiziționat un alt studio de film, Société des Cinéromans, de la Arthur Bernède și Gaston Leroux, ceea ce i-a permis lui Pathé să se extindă în domeniul producției de proiectoare și echipamente electronice. De asemenea, el a cumpărat rețeaua de cinematografe Fornier și și-a extins rapid prezența la nivel național. Presa franceză, cu toate acestea, l-a atacat pe Natan fără milă pentru modul de administrare a Pathé. Multe dintre aceste atacuri au avut tentă antisemită.
Pathé-Natan s-a descurcat bine sub conducerea lui Natan. Între 1930 și 1935, în ciuda crizei economice mondiale, compania a obținut un profit de 100 de milioane de franci și a produs și lansat mai mult de 60 de filme (un număr la fel de mare de filme ca și marile studiouri americane). El a reluat producția jurnalelor de actualități Pathé News, care nu mai fuseseră produse din 1927.
Natan a investit masiv, de asemenea, în cercetare și dezvoltare pentru a extinde afacerile cinematografice ale Pathé. În septembrie 1929 compania a produs primul său film sonor, iar primul jurnal sonor de actualități a apărut o lună mai târziu. Natan a lansat, de asemenea, două noi reviste de cinema, Pathé-Revue și Actualités Féminines, pentru a contribui la popularizarea filmelor Pathé și a spori cererea consumatorilor pentru cinema. Sub conducerea lui Natan, Pathé a finanțat, de asemenea, cercetările lui Henri Chrétien, care a dezvoltat lentilele anamorfice (conducând la crearea lentilelor Cinemascop și a altor formate cinematografice pe ecran lat).
Natan a extins afacerile companiei Pathé în domeniul telecomunicațiilor. În noiembrie 1929, Natan a înființat prima companie de televiziune din Franța, Télévision-Baird-Natan. Un an mai târziu, el a cumpărat un post de radio la Paris și a format un holding (Radio-Natan-Vitus) pentru a administra ceea ce devenise un imperiu radio în plină dezvoltare.
Dar, cu toate acestea, Pathé a intrat în faliment în 1935. În scopul de a finanța extinderea continuă a companiei, consiliul de administrație al Pathé (din care mai făcea parte Charles Pathé) a votat în 1930 o emisiune de acțiuni în valoare de 105 milioane de franci. Din cauza adâncirii crizei, doar 50% din noile acțiuni au fost achiziționate. Una dintre băncile care a investit în acțiunile Pathé s-a prăbușit din cauza dificultăților financiare, iar Pathé nu și-a mai putut permite să cumpere alte rețele de cinematografe. Deși compania a continuat să obțină profit (după cum s-a menționat mai sus), ea a pierdut sume mari de bani.
Prăbușirea Pathé a determinat autoritățile franceze să-l acuze pe Bernard Natan de fraudă. Natan a fost acuzat că a finanțat achiziționarea companiei, fără nici o garanție, că i-a înșelat pe investitori prin înființarea unor companii fictive și că a gestionat neglijent situația financiară a companiei. Natan a fost acuzat că și-a ascuns originea sa româno-evreiască prin schimbarea numelui său. El a fost inculpat și încarcerat în 1939. A fost judecat a doua oară în 1941 și condamnat la scurt timp după aceea. Autoritățile franceze l-au eliberat în septembrie 1942 și l-au predat naziștilor, care l-au deportat la Auschwitz, unde a murit în octombrie 1942. Compania a fost forțată să se supună unei restructurări în 1943 și a fost achiziționată de Adrien Ramauge. De-a lungul anilor, afacerea a suferit o serie de schimbări, inclusiv o diversificare în producerea de programe pentru industria de televiziune în plină dezvoltare. 
La sfârșitul anilor 1980, finanțatorul italian Giancarlo Parretti a încercat să facă o ofertă pentru Pathé, preluând compania Cannon și redenumind-o Pathé Communications în ideea că va achiziționa studioul de film. Trecutul dubios al lui Parretti a trezit suspiciuni guvernului francez așa că afacerea a căzut. S-a dovedit că a fost o decizie norocoasă, deoarece Parretti a preluat mai târziu Metro-Goldwyn-Mayer și a realizat o fuziune a acestei companii cu Pathé Communications Group pentru a crea în 1990 grupul MGM-Pathé Communications, care a intrat în faliment la sfârșitul anului 1991.

### Jérôme Seydoux
În 1990 Chargeurs, un conglomerat francez condus de Jérôme Seydoux, a preluat controlul companiei. Ca urmare a dereglementării pieței franceze de telecomunicații, Pathé a fuzionat în iunie 1999 cu Vivendi, rata de schimb pentru fuziune fiind fixată la trei acțiuni Vivendi pentru fiecare două acțiuni Pathé. Wall Street Journal a estimat valoarea tranzactiei la 2,59 miliarde de dolari. După finalizarea fuziunii, Vivendi a păstrat participațiile Pathé în companiile British Sky Broadcasting și CanalSatellite, o corporație franceză de televiziune, dar apoi și-a vândut toate activele rămase corporației de familie a lui Jérôme Seydoux, Fornier SA, care și-a schimbat numele în Pathé.

## Sectoare

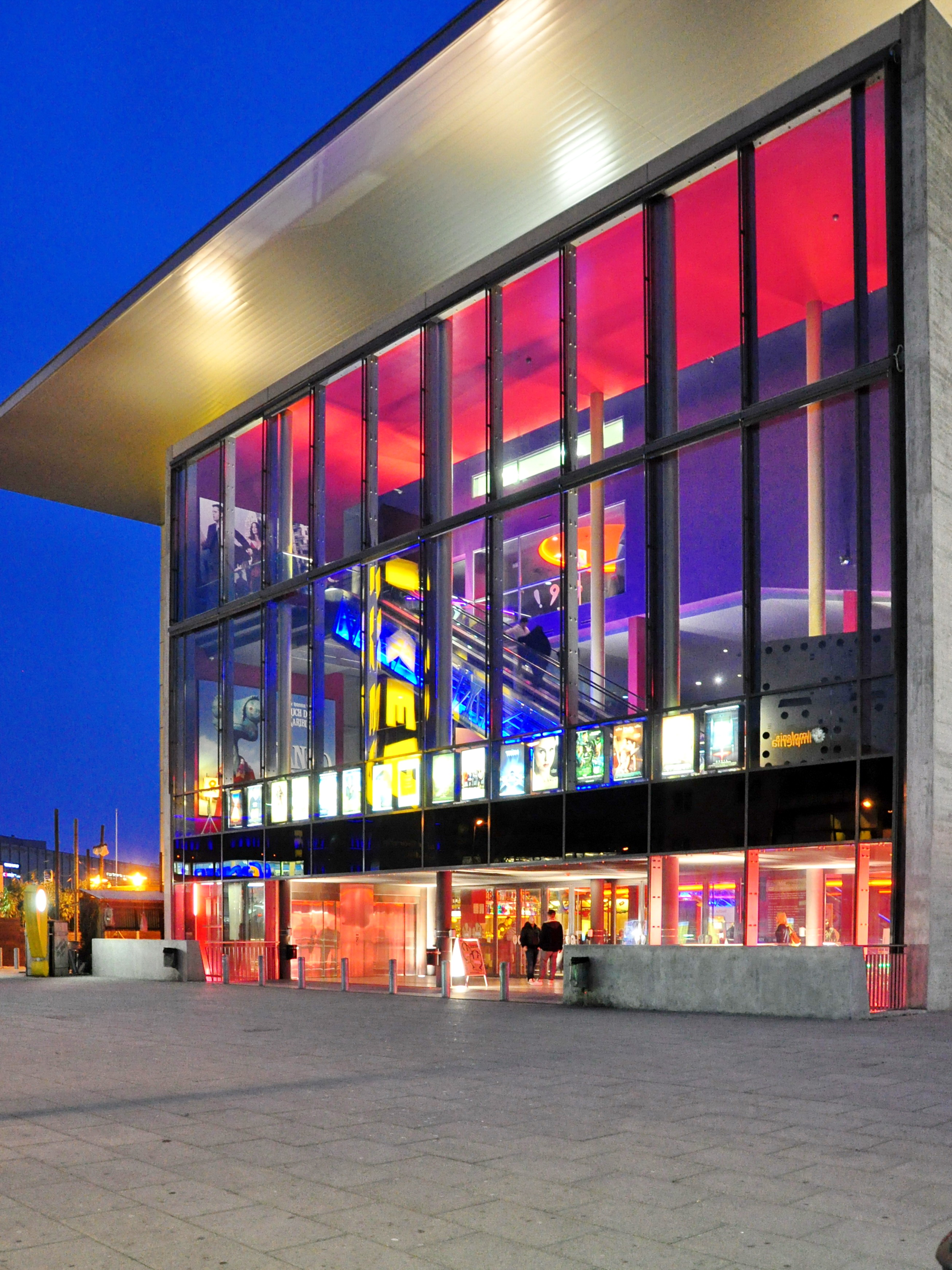
Multiplex Pathé la Dietlikon, Elveția

Sectoarele în care Pathé operează astăzi sunt:
- Cinema:
  - producție
  - distribuție către cinematografe și locuințe
  - management internațional de un catalog de mai mult de 500 de filme
  - cinematografe
    - EuroPalaces (rețea care înglobează cinematografele Pathé și Gaumont);
- Rețele de televiziune prin cablu și prin satelit:
  - TMC (Télé Monte Carlo)
  - Comédie! (acționar majoritar)
  - cuisine.tv
  - Voyage
- Conseil Supérieur de l'Audiovisuel a reținut trei proiecte ale grupului pentru televiziunea digitală terestră: TMC, Comédie! și cuisine.tv.

## Distribuție internațională
Anterior anului 2009, Pathé și-a distribuit filmele sale în Marea Britanie prin 20th Century Fox Home Entertainment. În 2009, Warner Bros. a început distribuirea filmelor Pathé în Marea Britanie, distribuția produselor video continuând să fie realizată de 20th Century Fox. Cu toate acestea, în februarie 2011, Pathé și-a încheiat relația cu Warner Bros., în favoarea companiei 20th Century Fox care a distribuit filmele atât în cinematografe, cât și pe suport video la domiciliu.